# Anopheles introlatus
Anopheles introlatus (trước đây là Anopheles balabacensis introlatus) là vật chủ trung gian truyền bệnh của Plasmodium cynomolgi ở Malaya.